# Новоникольское (Томская область)
Но́вонико́льское — село в Александровском районе Томской области. Административный центр Новоникольского сельского поселения.

## География
Расстояние до райцентра — 150 км. Село находится на берегу Оби.

## История
На месте Новоникольского по крайней мере с 1740 года располагались Пирчины юрты — культовый центр лумпокольских хантов. Собственно село Новоникольское появилось в 1913 году.

## Население
| 1926 | 1939 | 1959 | 1970 | 1979 | 1989 | 2002 |
| ---- | ---- | ---- | ---- | ---- | ---- | ---- |
| 295  | ↗585 | ↗832 | ↘519 | ↘516 | ↘475 | ↘346 |
| 2010 | 2012 | 2013 | 2014 | 2015 | 2016 | 2017 |
| ↘252 | ↘248 | ↗253 | ↗257 | ↘243 | ↘233 | ↘227 |
| 2018 | 2019 | 2020 | 2021 |      |      |      |
| ↘204 | ↘181 | ↘157 | ↘141 |      |      |      |

## Социальная сфера и экономика
В Новоникольском есть фельдшерско-акушерский и аптечный пункты, детский сад и общеобразовательная школа. Также работают дом культуры, библиотека и отдел по развитию физкультуры и спорта (в рамках МУ "Культурно-спортивный центр «Сибирь»).
В селе работают пекарня (годовой объём производства — 11 т), сельскохозяйственное предприятие ООО «Новоникольское» (заготовка кормов, коневодство), 3 частных магазина. Всего в селе зарегистрировано 7 индивидуальных предпринимателей.
В Новоникольском действуют отделение связи Александровского структурного подразделения Томского филиала ОАО «Сибирьтелеком» и отделение «Почты России». Постоянное транспортное сообщение есть только по воздуху (вертолёт) и по воде (теплоход, паром).
Услуги ЖКХ предоставляет УП «Комсервис».